# Liste der Bodendenkmale in Machern
In der Liste der Bodendenkmale in Machern sind die Bodendenkmale der Gemeinde Machern und ihrer Ortsteile nach dem Stand der Auflistung von Klaus Kroitzsch und Harald Quietzsch aus dem Jahr 1984 aufgelistet. Eventuelle Änderungen und Ergänzungen, insbesondere aus der Zeit nach der Wende, sind nicht berücksichtigt, da für Sachsen aktuell keine neueren allgemein zugänglichen Bodendenkmallisten vorliegen. Die Baudenkmale sind in der Liste der Kulturdenkmale in Machern aufgeführt.
| Denkmal-ID | Fundart            | Ortsteil | Bezeichnung | Zeitstellung | Lage                                                                 | Bemerkungen | Bild |
| ---------- | ------------------ | -------- | ----------- | ------------ | -------------------------------------------------------------------- | --- | ---- |
| ?          | Befestigung > Burg | Machern  | Wasserburg  | Mittelalter  | nordöstlicher Ortsrand, Ostrand des Guts                             | Rechteckbühl, durch Schloss überbaut, trockengelegter Graben im Südwesten und teilweise im Nordwesten erhalten, Schutz seit 10. Dezember 1973               |      |
| ?          | Befestigung > Burg | Püchau   | Wehranlage  | Mittelalter  | nordöstlicher Ortsrand, Schloss- und Gutsbereich, Hochufer der Mulde | Abschnittsbefestigung in Spornlage, durch Überbauung verändert, Abschnittsgraben im Westen erhalten, Schutz seit 3. Dezember 1937, erneuert 25. Januar 1958 |      |